# Астеріон (зоря)
Астеріон (Бета Гончих Псів, β CVn, β Canum Venaticorum) — зоря головної послідовності спектрального класу G у північному сузір'ї Гончих Псів. Маючи видиму зоряну величину 4,26, вона друга за яскравістю у цьому відносно тьмяному сузір'ї. На основі щорічного зсуву паралаксу у 118.49 mas, ця зоря розташована на відстані 27,53 світлових років від Землі.
Разом з яскравішою зорею Кор Каролі, пара формує «південного пса» у цьому сузір'ї. У астрономічній літературі є суперечливі твердження, зокрема що її назва Кара (грец. χαρά, букв. «радість») початково стосувалася всього «південного пса», пізніше стала застосовуватись виключно до зорі Бети Гончих Псів, проте Астрономічний енциклопедичний словник назву Хара закріплює за Альфою Гончих Псів, в той час надає Беті Гончих Псів назву — Астеріон, що також походить із давньогрецьких міфів.
Китайське 常陳 (Cháng Chén, тобто «Імперська варта»), є назвою астеризму, який включає β CVn, α CVn, 10 CVn, 6 CVn, 2 CVn та 67 Великої Ведмедиці Відповідно, сама β CVn відома як 常陳四 (Cháng Chén sì, Четверта зоря Імперської варти).

## Спостережувані характеристики
Маючи видиму зоряну величину 4,26, Бета Гончих Псів є другою за яскравістю у сузір'ї. Вона має спектральний клас G0 V, тобто є жовтим карликом. З 1943 року спектр зорі слугує однією зі стабільних опорних точок для класифікації інших зір. Спектр має дуже слабку лінію емісії одноразово іонізованого кальцію (Ca II) з хромосфери, тому вона є корисною для звернення при порівнянні інших зір схожої спектральної категорії (Лінії емісії Ca-II легко оцінювати та використовувати для виміру активності хромосфери зорі).
Вважається, що β CVn має трохи низьку металічність, тобто частка елементів, важчих за гелій, у ній нижча за сонячну (наприклад заліза — бл. 60 %). Але в частині маси, віку та еволюційного статусу ця зоря дуже схожа на Сонце і включена до аналогів Сонця. Вона лише на 3 % масивніша за Сонце, має на 12 % більший радіус та на 15 % більшу світність. Її вік оцінюється у 5,3—7,1 мільярда років.
Компоненти космічної швидкості зорі (U, V, W) = (–25, 0, +2) км/с. Раніше астрономи припускали, що β CVn може бути спектроскопічною подвійною, однак подальший аналіз даних це не підтверджує. Крім того, пошук коричневого карлика на орбіті довкола цієї зорі 2005 року не знайшов такого компаньйона, принаймні в межах чутливості використаного інструменту.

## Ймовірність життя
Астроном Маргарет Турнбулл 2006 року назвала β CVn одним із найкращих кандидатів для пошуку форм позаземного життя. А через її схожість із Сонцем астробіологи включили її до списку найбільш астробіологічно цікавих зір у межах 10 парсеків від Землі. Однак станом на 2009 рік довкола зорі не було виявлено жодної планети.